# Gabrielle Petit
Gabrielle Alina Eugenia Maria Petit (Tournai, 20 de febrer de 1893-Schaarbeek, 1 d'abril de 1916) va ser una dona belga que va treballar i espiar pel servei secret britànic durant la Primera Guerra Mundial. Va morir executada el 1916. Va esdevenir una heroïna nacional belga en acabar la guerra.

## Vida

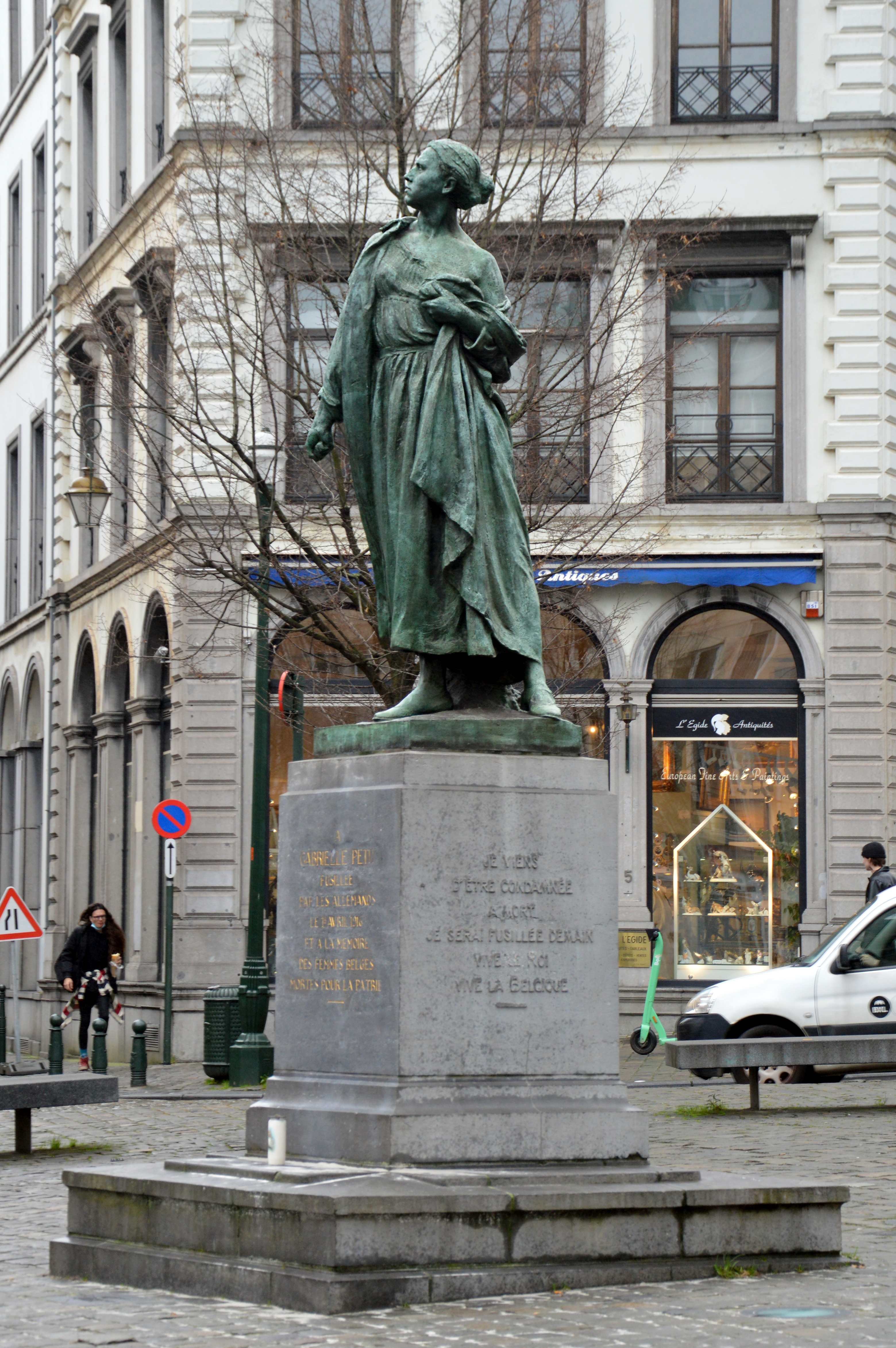
Estàtua a la plaça Sint-Jansplein a Brussel·les

Petit va néixer el 20 de febrer de 1893 a Tournai, filla d'obrers. Va estudiar a una escola catòlica a Brugelette després de la mort prematura de la seva mare. Al començament de la Primera Guerra mundial, vivia a Brussel·les i treballava de venedora. Es va presentar voluntària per treballar amb la Creu Roja belga.
Les seves activitats d'espionatge van començar el 1914, mentre ajudava a travessar la frontera cap als Països Baixos al seu promès soldat i ferit, Maurice Gobert. Va passar a la intel·ligència britànica la informació sobre l'exèrcit imperial alemany que va descobrir durant el viatge. Els britànics la van contractar, li van proporcionar un breu entrenament i la van enviar a espiar l'enemic. Aquest propòsit, el va aconseguir mitjançant nombroses falses identitats. A més a més, distribuïa el periòdic il·legal La Libre Belgique i ajudava el servei de correus clandestí Mot du Soldat. També va ajudar diversos joves a travessar la frontera neerlandesa.
Petit va ser traïda per un alemany que es feia passar per neerlandès. Fou arrestada per l'exèrcit alemany el febrer de 1916. Va ser empresonada a la presó de Sint-Gillis, jutjada i condemnada a mort per espionatge el primer de març. Durant el judici, Petit va refusar les ofertes d'amnistia a canvi de revelar la identitat dels seus companys. Entre aquests companys es trobava Germaine Gabrielle Anna Scaron, de 23 anys, i amiga de Petit, que va ser arrestada amb càrrecs similars i empresonada però finalment alliberada per falta de proves. Petit podria haver lliurat les proves però va guardar el secret heroicament.
L'1 d'abril de 1916, Gabrielle Petit va ser afusellada al camp d'execució Tir national a Schaarbeek, on es va enterrar el seu cos. Després de la guerra el seu cos va ser transferi a un cementiri.

## Llegat

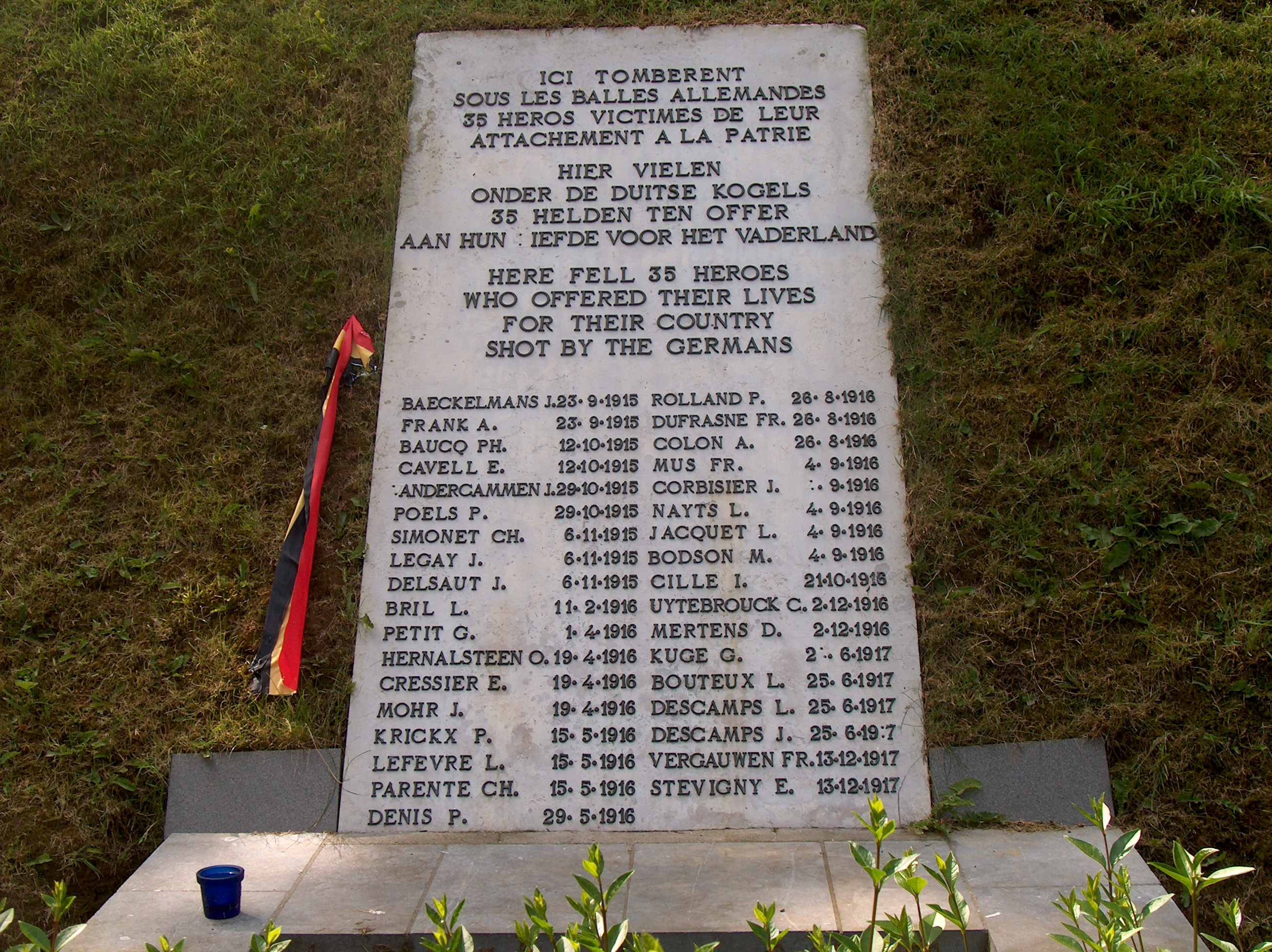
Memorial al lloc d'execució a Schaarbeek

La història de Petit va quedar oblidada fins al final de la guerra, quan es va començar a considerar-la una màrtir de la nació. El maig de 1919 li van realitzar un funeral d'estat, on hi va assistir la reina Elisabet, el cardenal Mercier de Brussel·les i el primer ministre Léon Delacroix, després del qual les seves restes (i les dels seus companys A. Bodson i A. Smekens) van ser enterrades amb tots els honors al cementiri de Schaarbeek.
Una estàtua de Petit es va erigir i va ser la primera dedicada a una dona de la classe obrera. Al seu Tournai natal, es va anomenar una plaça en el seu honor. Es van escriure diversos llibres i realitzar diverses films sobre la seva vida.